# Deutereulophus marginatus
Deutereulophus marginatus är en stekelart som beskrevs av Zhu och Huang 2002. Deutereulophus marginatus ingår i släktet Deutereulophus och familjen finglanssteklar. Inga underarter finns listade i Catalogue of Life.